# Хольтман, Хайдрун
Хайдрун Хольтман (нем. Heidrun Holtmann; род. 1961, Мюнстер) — немецкая пианистка.
Училась в консерватории города Детмольда. В 1982 г. стала обладательницей первого приза Международного конкурса пианистов имени Гезы Анды.
В репертуаре Хольтман — широкий круг произведений Баха, Моцарта, Шуберта, Шопена, Дебюсси, Скрябина. Ею осуществлена запись всех произведений Роберта Шумана для фортепиано с оркестром.